# Lycosa subhirsuta
Lycosa subhirsuta là một loài nhện trong họ Lycosidae.
Loài này thuộc chi Lycosa. Lycosa subhirsuta được Ludwig Carl Christian Koch miêu tả năm 1882.